# صوفي فيلنوف
صوفي فيلنوف (بالفرنسية: Sophie Villeneuve)‏ هي متزحلقة فرنسية، ولدت في 6 نوفمبر 1969 في ميلوز في فرنسا.

## وصلات خارجية
- صوفي فيلنوف على موقع الاتحاد الدولي للتزلج (التزلج الريفي) (الإنجليزية)
- صوفي فيلنوف على موقع أوليمبيديا (الإنجليزية)